# Бакалов, Юрий Михайлович
Ю́рий Миха́йлович Бака́лов (укр. Юрій Михайлович Бакалов; род. 16 января 1966, Киев) — советский и украинский футболист, полузащитник, защитник, ныне тренер.

## Карьера

### Клубная
Футболом начал заниматься в 1975 году в ДЮСШОР «Смена». Первым тренером был Николай Николаевич Кирсанов. В 1983 году, после окончания спортшколы, получил приглашение в дубль киевского «Динамо». На профессиональном уровне дебютировал в 1984 году, за выступавшую во второй лиге СССР команду «Динамо» (Ирпень), где одновременно проходил службу в армии. В 1986 году возвратился в дублирующий состав динамовцев. Через некоторое время Юрий получил приглашение в запорожское «Торпедо». С этой командой в 1990 году стал чемпионом Украинской ССР. В том же клубе отыграл и в двух первых чемпионатах независимой Украины, где команда выступала уже в высшей лиге.
Потом были выступления в перволиговых «Норд-АМ-Подолье», «Верес» и «Черкассы», где Юрий был капитаном команды. Последним профессиональным клубом в карьере игрока был кременчугский «Кремень», в котором он отыграл вторую часть сезона 1998/99 в первой лиге и сезон 1999/00 во второй лиге.

### Тренерская
Начинал работать тренером на детском и юношеском уровнях. С 2003 года был тренером детской команды «Отрадный», которая входила в клубные структуры киевского «Динамо». Летом 2005 года перешёл работать в структуру другого столичного клуба «Арсенала», где сначала работал с дублёрами, а с января 2007 года стал тренером юношеской клубной команды. Через несколько месяцев, в мае 2007 года, возглавил молодёжную команду.
После отставки с должности главного тренера киевского «Арсенала» Вячеслава Грозного, весной 2010 года, вместе с Василием Евсеевым исполнял обязанности главного тренера основной команды клуба до конца сезона. По его завершении Бакалов был назначен главным тренером «Арсенала», подписав с клубом контракт на два года.
По окончании сезона 2010/11 президент клуба Вадим Рабинович, будучи недовольным тем, что команда не смогла пробиться в Лигу Европы, назначил нового главного тренера, белорусского специалиста Леонида Кучука. Юрий Бакалов остался и дальше работать в клубе, на этот раз в должности старшего тренера.
В январе 2016 года возглавил грузинский «Зугдиди», но уже спустя четыре месяца подал в отставку, вернувшись на Украину. В январе 2017 года вошёл в тренерский штаб Леонида Кучука, возглавившего команду украинской Премьер-лиги «Сталь» (Каменское), где занял должность старшего тренера. Летом 2017 года покинул «Сталь».

## Личная жизнь
Женат, имеет двух сыновей 1984 г.р. и 1986 г.р. С детства дружит с бывшими футболистами Олегом Ярёменко и Юрием Ленем.